# Satoq Bugra Khan

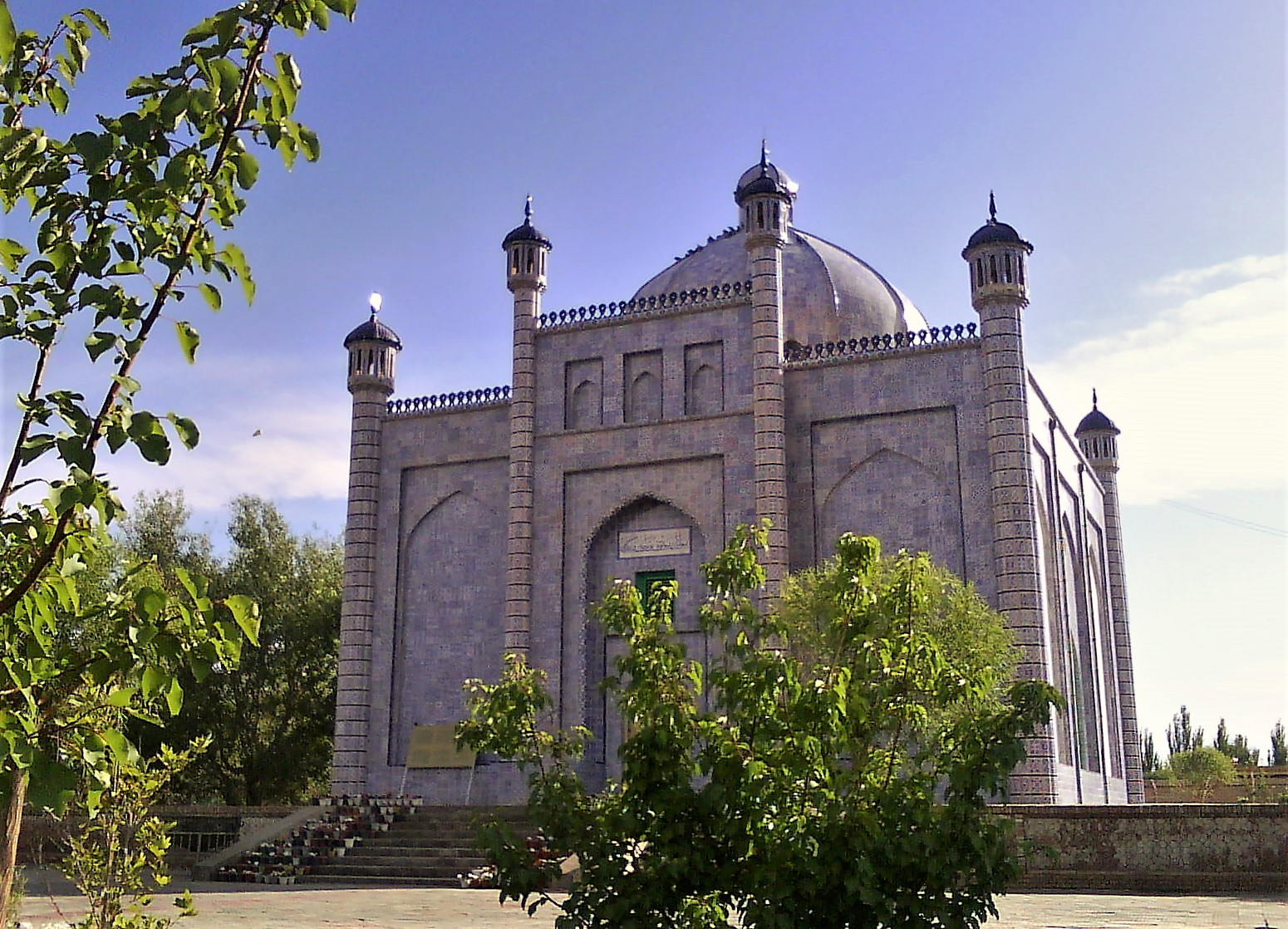
Grab von Sultan Satuk Bughra Khan, dem ersten muslimischen Khan, in Artusch (Artux), Xinjiang

Abdulkarim Satoq Bugra Khan oder Chan (uigurisch سۇلتان سۇتۇق بۇغراخان; † 955) war ein Sultan der Karachaniden. Er war der Herrscher von Kaschgar und Chotan. Er nahm den islamischen Glauben an und war damit einer der ersten türkischen Herrscher, die zum Islam konvertierten.
| Personendaten    | Personendaten                       |
| ---------------- | ----------------------------------- |
| NAME             | Satoq Bugra Khan                    |
| ALTERNATIVNAMEN  | Sqtoq Bugra Chan                    |
| KURZBESCHREIBUNG | Sultan der Karachaniden             |
| GEBURTSDATUM     | 9. Jahrhundert oder 10. Jahrhundert |
| STERBEDATUM      | 955                                 |